# 拉伊蒙迪小堂
拉伊蒙迪小堂是意大利罗马金山聖伯多祿堂内的一座小堂。小堂内安放着拉伊蒙迪家族的两名成员弗朗切斯科和拉伊蒙多的墓葬。教堂的建筑和雕塑均由艺术家 吉安洛伦佐·贝尼尼 设计——这是贝尼尼的第一批作品。小堂工程于 1638 年至 1648 年之间进行。